# Luis Octavio de Toledo

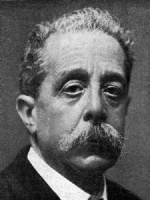
Luis Octavio de Toledo

Luis Octavio de Toledo y Zulueta (* 2. September 1857 in Madrid; † 18. Februar 1934 ebenda) war ein spanischer Mathematiker. Er war Professor für Analysis an der Universität Complutense Madrid (Universidad Central) in Madrid.

## Leben
De Toledo studierte an der Universität Madrid (Universidad Central) und war dann ab 1888 Lehrer (Professor) an einer höheren Schule in León (Instituto de León). 1890 wurde er Professor für Analytische Geometrie an der Universität Sevilla, danach in Saragossa und ab 1898 Professor für Analysis in Madrid an der Universidad Central. 1929 ging er in den Ruhestand.
1911 war er einer der Gründer der spanischen mathematischen Gesellschaft und 1924 bis zu seinem Tod deren Vorsitzender sowie Mitherausgeber ihrer Zeitschrift (Revista de la Sociedad Matemática Espanola). Zuvor war er schon Präsident der Sektion Mathematik in der Asociación española para el Progreso de las Ciencias. Er war Mitglied der Königlichen Akademie der Naturwissenschaften und der Königlichen Akademie der Wissenschaften Spaniens.
Er war Vertreter Spaniens in der Internationalen Kommission zur Mathematikdidaktik, besuchte den Internationalen Mathematikerkongress 1912 in Cambridge und organisierte die Vorlesungsreihen von Albert Einstein bei dessen Spanien-Besuch 1923 mit.

## Schriften
- Elementos de la Teoría de la Formas, León 1889
- Tratado de Álgebra, 1905
- Tratado de Trigonometría rectilínea y esférica, 1905
- Elementos de Aritmética universal, 2 Bände 1900, 1916
- Elementos de Análisis Matemático, Band 1: Introducción al estudio de las Funciones de variable compleja, 1907